# Мач (спортски)
Мач (фр. Épée) је највеће и најтеже од три оружја која се користе  у спортском мачевању. Модерни мач потиче од épée de combat из 19. века, оружја које само по себи потиче од француског малог мача.
Као ударно оружје, мач је сличан флорету (у контрасту са сабљом, која је намењена резању). Он има чвршћу оштрицу од флорета. Троугластог је попречног пресека са жлебом у облику слова „V” који се назива фулер. Мач такође има већи звонасти штитник дизајниран да заштити руку корисника приликом мачевања. Поред већег звонастог штитника и оштрице, мач више тежи што доприноси његовој репутацији најспоријег облика мачевања. Технике њихове употребе се разликују, јер не постоје правила у погледу првенства и права пута. Дакле, непосредни контранапади су уобичајена карактеристика мачевања. Поред тога, цело тело је валидна циљна област.

## Залеђина
Док савремени спорт мачевања има три оружја — флорет, мач и сабљу, од којих се свако користи у посебаном виду спорта — мач је једини у коме је цело тело валидна мета (друга су ограничена на различите области изнад струка). Мач је најтеже од три модерна мачевалачка оружја. Као и код свих мачевалачких дисциплина, мечеви мачевања са мачем захтевају концентрацију, тачност и брзину. Пошто је цело тело мета, успешан мачевалац мора бити у стању да предвиди потезе свог противника и да удари противника у тачно време.
У већини такмичења вишег нивоа, утврђена стаза се користи како би се спречило да се ударци у под региструју као додири. У мачевању мачем, за разлику од друге две дисциплине, не постоје правила о праву пута у вези са нападима, осим претходно поменутог правила о додирима само врхом оружја. Додири се додељују искључиво на основу тога који мачевалац први изврши додир, према електронским машинама за бодовање. Такође, двоструки додири су дозвољени у мачевању, иако додири морају да се десе унутар 40 милисекунди (1/25 секунде) један од другог.
Посебан аспект у дисциплини мачевања је контранапад, тактика која се користи као одговор на напад. Неке спецификације укључују две варијанте, стоп-потисак и временски потисак, који су (респективно) једноставан контранапад и контранапад на опозицију. Уз одсуство предности пролаза, праћење напада и правилно извођење контранапада може бити веома ефикасан начин за постизање додира, а самим тим и свеприсутност контранапада у мачевању мачем.

## Опис
Модерни мач, величине 5, за употребу од стране одраслих мачевалаца има сечиво које мери 90 cm (35 in) од штитника до врха. Укупна тежина оружја спремног за употребу је мања од 770 g (27 oz), при чему је већина такмичарског оружја много лакша и тежи 300–450 г. Мачеви за децу млађу од 13 година су краћи и лакши (нпр. величина 2), што им олакшава употребу.
Оштрица мача је троугластог пресека, док је код флорета правоугаона и ниједно сечиво нема резну ивицу. Жице могу да иду низ жлеб у сечивима мача који су опремљени за електрично бодовање, са притисним тастером који затвара врх. У такмичарском мачевању, ширина било које од три стране сечива мача је ограничена на 24 mm (0,94 in).
Заштита има бројне облике, али сви су у суштини полулоптасти штит, чији део стаје у цилиндар од 10–13,5 cm. Ово се често назива чувар звона. Пошто је рука валидна мета у такмичарском мачевању, штитник је много већи и пружа бољу заштиту неко код флорета, има дубину од 3–5,5 cm и пречник који ће вероватније бити према максимуму од 13,5 cm (5,3 in).
Као и код флорета, дршка мача се може заменити другом ако има дршку на завртање. Опције рукохвата првенствено укључују француску и пиштољску дршку.
У такмичењима, валидан додир се бодује ако оружје мачеваоца додирне противника довољном снагом да се депримира врх; по правилу, ово је минимум 750 gf (7,4 N). Врх је повезан са конектором у штитнику, а затим са електронским уређајем за бодовање или "кутијом". Заштита, сечиво и дршка мача су повезани са бодовном кутијом како би се спречило да се погоци у оружје региструју као додири.
У жлебу који формира сечиво у облику слова „V”, налазе се две танке жице које воде од самог краја сечива до конектора у штитнику. Ове жице се држе на месту јаким лепком. Количина лепка је сведена на минимум јер у мало вероватном (али могућем) случају да мачевалац успе да додирне тај лепак, додир би се регистровао на електричној опреми, пошто лепак није проводљив (оштрица је уземљена). У случају поготка од врха до врха, поен се не додељује. „Телесни кабл” са трокраким утикачем на сваком крају је постављен испод одеће мачеваоца и причвршћен за конектор у штитнику, а затим за жицу која води до кутије за бодовање. Кутија за бодовање сигнализира светлима (по једно за сваког мачеваоца) и тоном сваки пут када се врх притисне.
Врх електричног мача, назван „дугме“, састоји се од неколико делова: покретног pointe d'arrêt („тачка хапшења“) у облику печурке на крају; његово кућиште или „буре” које је навијено на сечиво; контактна опруга; и повратна опруга. Врхови се углавном држе на месту помоћу два мала завртња, која се увлаче у стране врха кроз издужене отворе на обе стране цеви. Вијци држе врх унутар цеви, али им је дозвољено да слободно путују у отворима. Иако је ово најчешћи систем, постоје варијације без шрафова. Повратна опруга мора да омогући да врх издржи силу од 750 gf (7,4 N) без регистровања додира. Коначно, врх мача мора да омогући да се подметач од 1,5nbsp;mm убаци између pointe d'arrêt и бачве, и када се уметне подложак од 0,5 mm и притисне врх, не би требало да региструје додир. Контактна опруга је увучена или ван врха да би се прилагодила овом растојању. Ове спецификације се тестирају на почетку сваке борбе током такмичења. Током такмичења, мачеваоци су обавезни да имају најмање два оружја и две жице за тело у случају квара или лома.

## Историја

### Дуелски мач
Француска реч épée ултиматно потиче од латинске речи spatha. Термин је уведен на енглески током 1880-их за спортско мачевалачко оружје.
Као и флорет (фр. fleuret)), мач је еволуирао од лаког цивилног оружја као што је мали мач, који је од касног 17. века био најчешће коришћени двобојни мач, који је заменио рапир.

### Спорт
Данас мачевање донекле подсећа на двобој из 19. века. Мачевалац мора врхом оружја погодити мету. Разлика између мача у односу на флорет и сабљу је у томе што контакт трупа (тело-тело) између мачевалаца није нужно прекршај у мачевању, осим ако је учињен са „бруталношћу или насиљем“.
У пределектричној ери, мачеваоци су користили другачију врсту тачке прекида, трокраку тачку са малим избоченим шиљцима, који би се закачили за противничку одећу или маску, помажући судији да види поготке. Шиљци су довели до тога да мачевање буде ноторно болна ствар, а мачеваоци су се лако могли препознати по оштећењима на рукавима јакне. Каснија еволуција спорта користила је тачку која је била умочена у боју, која је показивала локацију додира на белој униформи; боја је била растворљива у слабој киселини (нпр. сирћетној киселини) да би се уклонили стари трагови.. Данас се такмичење обавља са електричним оружјем, где се коло затвара када се направи додир. Неелектрично оружје се сада обично користи само за вежбу, углавном је опремљено пластичним дугмадима или чврстим „лажним тачкама”.
Савремено мачевање мачом претрпело је промену парадигме од класичног мачевања 1970-их и 1980-их. Смену су започели Ерик Соли, тренер мачевања на МИТ, и његов ученик Јохан Харменберг, који је потом освојио Светско првенство у мачевању и златну олимпијску медаљу. Овај нови стратешки приступ заснован је на „Солиовим претпоставкама“ или „три претпоставке“:
- Да ли је могуће да мачевалац са нижим техничким способностима одлучи на ком техничком нивоу ће се борба водити?
- Може ли мачевалац са краћом дистанцом да контролише растојање у борби?
- Да ли је могуће натерати противника у своје подручје највеће снаге?

## У спортском мачевању
У спортском мачевању, такмичари се боре мачем, сабљом или флоретом.

### Димензије
По међународним прописима, одређене су димензије све три врсте оружја. Дужина мача је 110 cm (сечива − 90 cm), тежина до 770 г, дужина сабље до 105 cm (најмања тежина 500 г), а флорета 110 cm (сечиво 90 cm, а тежина до 500 г).

### Циљеви
Мачем се напада цело тело, сабљом само до кукова, а флоретом − прса, трбух и леђа. Врхови оружја морају бити затупљени или покривени куглицом, а борци се штите маском, прсником и рукавицама.